# Pseudomyrmex phyllophilus
Pseudomyrmex phyllophilus é uma espécie de formiga do género Pseudomyrmex, subfamilia Pseudomyrmecinae. Esta espécie foi descrita cientificamente por Smith em 1858.

## Distribuição
Encontra-se em Argentina, Brasil, Paraguai, Trinidad e Tobago e Uruguai.